# Woodiphora setosa
Woodiphora setosa är en tvåvingeart som beskrevs av Liu 2001. Woodiphora setosa ingår i släktet Woodiphora och familjen puckelflugor. Inga underarter finns listade i Catalogue of Life.